# ترس از صحنه
ترس از صحنه یا اضطراب اجرا (به انگلیسی: Stage fright)، گونه‌ای اضطراب، ترس یا هراس مداوم است که در فرد به دلیل الزام به اجرا در برابر مخاطب، چه به صورت زنده و چه غیرزنده، مثلاً هنگام ضبط اجرا با دوربین، ایجاد می‌شود. اجرا در مقابل مخاطب ناشناخته می‌تواند به‌طور قابل توجهی اضطراب بیشتری نسبت به نمایش در مقابل چهره‌های آشنا ایجاد کند. در بعضی موارد، فرد از بابت اجرا هیچ ترس و وحشتی نداشته و تنها به سبب اینکه نمی‌داند بری چه کسی یا کسانی اجرا می‌کند، مضطرب می‌شود. در رابطه با سخنرانی برای جمع و به‌طور کلی هر کاری که شامل نمایش فرد به‌طور عمومی باشد، این ترس ممکن است پیش یا در هنگام آن ایجاد شود. در بعضی موارد ترس از صحنه ممکن است بخشی از الگوی بزرگتر اختلال اضطراب اجتماعی باشد. با این حال، بسیاری از افراد اضطراب اجرا را بدون هیچ مشکلی خاصی، تجربه می‌کنند. اغلب اوقات، این نوع ترس، مدت زمان طولانی پیش از اجرا به وجود می‌آید. از جمله نشانه‌های ترس از اجرا می‌توان به این موارد اشاره کرد: لکنت، تندتپشی، لرزش در دستها یا پاها، عرق‌کردن دستها، تیک عصبی در چهره، خشکی دهان و سرگیجه.

## افراد و موقعیت‌ها
اضطراب اجرا می‌تواند در افراد با هر سطح تجربه و زمینه ای وجود داشته باشد؛ از کسانی که برای نخستین بار جلوی جمع حضور می‌یابند گرفته تا کسانی که سالها این کار را انجام داده‌اند. معمولاً جمعیت متوجه این ترس در فرد می‌شوند.. ترس از صحنه ممکن است تأثیر منفی بر کارکِرد فرد داشته باشد؛ به طوری که بر اعتماد به نفس وی در طول مصاحبه‌های کاری تأثیر بگذارد. همچنین ممکن است بازیگران، کمدین‌ها، موسیقی دانان و سیاستمداران تحت تأثیر ان قرار گیرند. بسیاری از افراد که هیچ مشکلی در ارتباط برقرار کردن ندارند نیز ممکن است ترس از اجرا را تجربه کنند؛ اما آن دسته از افراد مبتلا به ترس مزمن از اجرا، اضطراب اجتماعی یا احساس مزمن اضطراب زیاد در هر موقعیت اجتماعی، را نیز با خود به همراه دارند. ترس از صحنه را می‌توان در جاهایی همچون مدرسه یا دانشگاه، زمانی که فرد قرار است در مقابل هم‌کلاسی‌هایش سخنرانی کند و پروژه خود را ارائه کند، نیز مشاهده کرد.

## اثرها
وقتی کسی احساس ترس یا عصبی شدن داشته باشد، دچار اضطراب می‌شود. طبق یادداشتی از بخش بهداشت روان دانشگاه هاروارد، "اضطراب معمولاً دارای علائم جسمی است که ممکن است شامل تپش قلب، خشکی دهان، صدای لرزان، سرخ شدن، لرزیدن، تعریق، احساس سبکی سر و حالت تهوع باشد".  اضطراب همچنین سبب می‌شود بدن، دستگاه عصبی سمپاتیک خود را به کار بیندازد. این فرایند زمانی اتفاق می‌افتد که بدن آدرنالین را در جریان خون آزاد می‌کند و باعث ایجاد زنجیره ای از واکنش‌ها می‌شود. این را همچنین "پاسخ جنگ یا گریز" می‌نامند. پاسخ جنگ یا گریز، فرایندی است که بدن، آن را به‌طور طبیعی بدن شکل می‌دهد تا از خود در برابر آسیب محافظت کند. در فرایند پاسخی جنگ یا گریز، "با منقبض شدن عضلات گردن، سر به سمت پایین و شانه‌ها به سمت بالا آورده می‌شوند، در حالی که عضلات پشتی، ستون فقرات را به یک منحنی مقعری‌شکل تبدیل می‌کنند. این به نوبه خود لگن را به جلو هل می‌دهد و اندام‌های تناسلی را به سمت بالا می‌کشد و بدن را به حالت جنینی درمی‌آورد. 
دست‌ها و پاها در تلاش برای مقاومت در برابر این وضعیت، شروع به لرزیدن می‌کنند. علاوه بر این چندین اتفاق دیگر نیز رخ می‌دهد. عضلات بدن منقبض می‌شوند و باعث می‌شوند که تنش داشته و بدن آماده حمله شود. سپس، «رگ‌های خونی در اندام‌ها منقبض می‌شوند».  این امر می‌تواند باعث احساس سرما در انگشتان دست و پا، نوک بینی و لاله گوش بشود. رگهای خونی منقبض شده همچنین جریان خون اضافی را به اندام‌های حیاتی می‌رسانند.
علاوه بر این، افرادی که دچار ترس از صحنه می‌شوند، افزایش فشار خون خواهند داشت که به سبب پدیده «پاسخ جنگ یا گریز»، مواد مغذی و اکسیژن بیشتری را برای بدن تأمین می‌کند. در عوض، این امر باعث گرم شدن بیش از حد بدن و تعریق آن می‌شود. تنفس افزایش می‌یابد تا بدن بتواند مقدار اکسیژن مورد نظر را برای عضلات و اندام‌های دیگر بدست آورد. مردمک چشم با گشاد شدن باعث می‌شود فرد نتواند هر آنچه که نزدیکش است، از جمله یادداشت‌های سخنرانی را درست ببینید. با این حال، دید دور بهبود یافته و باعث می‌شود گوینده، در مورد عملکرد مخاطبین، از حالات چهره و نشانه‌های غیرکلامی آنان آگاهی بیشتری پیدا کند. سرانجام، دستگاه گوارش کار خود را رها می‌کند تا برای هنگامی که بدن نیاز به واکنش فوری داشته باشد، بتواند تولید نیرو کند. این می‌تواند در بدن، ایجاد خشکی دهان، حالت تهوع یا اثر پروانه‌ای کند.

## درمان
پروپرانولول بعضاً برای درمان اضطراب اجرا استفاده می‌شود.

## مشاهیر
بسیاری از مشاهیر، ترس از اجرا داشته‌اند و توانسته‌اند بر مشکل خود غلبه کنند که از جمله آنان می‌توان به آل جولسون، برایان ویلسون، ویرجینیا اوبراین، مایکل گمبون، لرد، جیسن الکساندر، موس آلیسون، مایا آنجلو، دیوید برنر، پیتر کایوت، المپیا دوکاکیس، ریچارد لوئیس، باربرا استرایسند، ادل، دیوید وارنر، نایل هوران، فرانکی هاوارد، مایک یاروود، ایان هولم، لیدی گاگا، ماریا کری، جان لیدون و آماندا سیفرید اشاره کرد.
در برخی موارد، ستاره‌های مشهور برای کنار آمدن با اضطراب خود بسیار دست و پنجه نرم کرده‌اند. هیو گرانت در مورد بازی در فیلم موسیقی و ترانه گفت که «او تمام فیلم را زیر تأثیر لورازپام بازی کرد».
الزاماً هر مجری از ترس صحنه رنج نمی‌برد. اتل مرمن گفته‌است:

از چی باید ترسید؟ من متن مورد نظرم را حفظم. … چرا باید شب پیش از اجرا نگران باشم؟ مخاطبینی که برای دیدن اجرا پول داده و بلیط خریده‌اند، باید نگران باشند.